# Karl Hack (Marathonläufer)
Karl Hack (* 15. Juni 1892 in Wien; † 12. Juli 1954 ebenda) war ein österreichischer Langstreckenläufer.
1912 wurde er in 3:08:02 h Österreichischer Meister im Marathonlauf und qualifizierte sich damit für die Olympischen Spiele in Stockholm, bei denen er nicht das Ziel erreichte.